# قنات قاضي (دهسرد)
قنات قاضي (بالفارسية: قنات قاضی) هي منطقة سكنية تقع في إيران في قسم دهسرد الريفي. يقدر عدد سكانها بـ 18 نسمة .